# 박하준 (사격 선수)
박하준(2000년 4월 19일~)은 대한민국의 사격 선수로 주 종목은 공기소총이다. 2024년 하계 올림픽 10 m 공기소총 혼성전에서 은메달을 획득하였다.

## 경력
2000년 강원도 양양군에서 태어났다. 누나인 박하향기도 사격 선수이다. 양양초 6학년 때 누나를 따라 사격에 입문했으며 양양중학교 졸업 후에는 고향을 떠나 인천으로 이주하여 인천체육고등학교에 입학했다. 인천체고 졸업 후에는 한국체육대학교에서 수학했다.
2019년 7월 나폴리에서 열린 2019년 하계 유니버시아드에 참가했으며 10 m 공기권총 종목에서 슬로바키아의 파트리크 야니의 뒤를 이어 은메달 은메달을 획득했다.
2024년 7월 프랑스 파리에서 열린 2024년 하계 올림픽에 참가하면서 선수 경력 처음으로 올림픽에 출전했다. 그는 대회 첫 경기인 10m 공기소총 혼성전에 금지현과 함께 참가했고 중국의 황위팅과 성리하오 조의 뒤를 이어 은메달을 획득했다. 이 메달은 대한민국 선수단이 2024년 올림픽에서 획득한 첫 메달이다.